# Alice Dautry
Pour les articles homonymes, voir Dautry.
Alice Dautry-Varsat, née en 1950, est chercheuse française en biologie cellulaire et a été la directrice générale de l'Institut Pasteur de 2005 à 2013.

## Biographie
Professeur à l’Institut Pasteur depuis 1977, elle étudie la physique du solide en France et suit une thèse de biologie moléculaire à l'université de Stony Brook dans l'État de New York aux États-Unis. L'université américaine a spécifiquement créé un diplôme lorsqu'elle décide de repartir en France[réf. souhaitée]. 

Sur conseils et recommandations de ses professeurs aux États-Unis, elle se rend à l'Institut Pasteur pour y faire une thèse avec une bourse d'État. C'est Jacques Monod lui-même directeur à l'époque qui lui choisit son laboratoire[réf. souhaitée].
Alice Dautry dirige aujourd'hui l'unité de recherche Biologie des interactions cellulaires à l'Institut Pasteur associée au CNRS. Elle a effectué plusieurs séjours de longue durée aux États-Unis et a été visiting scientist au Massachusetts Institute of Technology (MIT),.
Du 1er octobre 2005 au 1er octobre 2013 (réélue en 2009), elle occupe le poste de directrice générale à l’Institut Pasteur et préside à ce titre le conseil des directeurs du (RIIP), un réseau de près de 9 000 personnes travaillant dans 27 pays. À ce titre, elle siège au Conseil d'administration du LEEM. 
Elle lance le Pasteurdon en 2007 afin de financer la recherche au sein de l'Institut Pasteur celui-ci dépendant largement du mécénat.
Comme directrice de l'Institut Pasteur, Alice Dautry a défendu la collaboration avec de nombreuses institutions étrangères (École de Santé Publique de Harvard University aux États-Unis, Institut Weizmann en Israël, Institut Riken au Japon, pôle génomique de Shanghai, Écoles Polytechniques Fédérales de Lausanne et de Zurich et Biozentrum de l’Université de Bâle) ainsi que la mixité du financement public-privé. Dans une interview publiée en mai 2013, elle déclarait à propos du financement de Pasteur : « il est fondé sur les principes de Louis Pasteur qui privilégiait avant tout l’indépendance. L’Institut est une fondation privée reconnue d’utilité publique financée par l’État, les redevances de ses brevets, les dons de la société civile et les contrats de recherche. À parts égales. Cette interdépendance garantit notre indépendance. »
Elle est également chargée d'enseignements à l'École polytechnique et a exercé des fonctions d'évaluation de la recherche et de conseil scientifique, à l'Institut Pasteur, au CNRS (membre du Conseil scientifique du département des sciences de la vie) et dans de nombreuses instances en France et à l'étranger.

## Apports scientifiques
Auteur de nombreuses publications, ses recherches actuelles portent sur l'étude des récepteurs du système immunitaire et des infections dues à des bactéries intracellulaires. Ses découvertes sont nombreuses. Après avoir été la première à replier une protéine qui avait plusieurs fonctions dans la synthèse des acides aminés, elle s'est intéressée à un sujet peu connu à l'époque : les protéines membranaires d'une cellule ; c'est dans cette optique qu'elle est partie étudier les récepteurs membranaires au MIT. Elle a également découvert le mécanisme de transport du fer dans nos cellules en travaillant sur la ferritine.

## Prix et distinctions
- Officière de la Légion d'honneur[11]
- Officière de l'ordre national du Mérite

Elle est membre de l'Académie des technologies depuis 2010.